# Гидроклассификатор
Гидравлический классификатор — (англ. hydraulic classifier) аппарат для разделения на классы различных материалов друг от друга путём их разделения в потоке жидкости, направление которого совпадает с направлением основных действующих сил.

## Характеристики гидравлических классификаторов
однокамерные гидравлические классификаторы
- высота — до 11500мм
- масса — до 10 000кг
- производительность — до 2200м³/ч
- граничащая крупность классификации — от 0,3мм
- максимально допустимый размер частиц в исходном питании — до 150мм
- максимальный выход крупного продукта — до 210м³/ч
- расход дополнительной воды — до 1790м³/ч

многокамерные гидравлические классификаторы
- высота — до 3590мм
- масса — до 3400кг
- ширина камеры — от 620мм
- производительность — до 30т/ч
- крупность исходного материала — до 2,5мм

## Применение гидравлических классификаторов
- разделение тонкозернистых материалов по равнопадаемости на фракции различной крупности и плотности
- подготовка материала к гравитационному обогащению
- как буферные ёмкости (однокамерные гидравлические классификаторы)
- отделение песков (фракций) от шламов при низкой эффективности классификации (однокамерные гидравлические классификаторы)
- обезвоживание обесшламленного мелкозернистого материала (однокамерные гидравлические классификаторы)

## Рабочие инструменты гидравлических классификаторов
однокамерные гидравлические классификаторы
- питающая труба
- диффузор
- кольцевой коллектор
- камера
- воронка
- трубы для удаления соответственно крупной и мелкой фракций

многокамерные гидравлические классификаторы
- чан
- карман
- камеры
- конус
- патрубок
- клапан
- полный вал
- шток
- мешалка
- червячное колесо
- кулачки

## Классификация гидравлических классификаторов
- однокамерные гидравлические классификаторы
- многокамерные гидравлические классификаторы